# Филарет (Данилевский)
Филарет Глинский (в миру Фома Данилевский; 1777—1841) — православный монах; игумен и восстановитель Глинской пустыни.
Канонизирован Украинской православной церкви (Московского патриархата) для местного почитания в лике преподобного.

## Биография
Фома Данилевский родился в 1773 году на территории Западной Украины в семье православных казаков. Обучившись грамоте, он поступил причетником в местную сельскую церковь, но вскоре отправился путешествовать по святым местам и остановился на жительство в Киево-Печерской лавре. В послушании келейника и канонарха Фома прожил в Киеве довольно долгое время.
В 1802 году Фома Данилевский перешёл в Софрониево-Молченскую Печерскую пустынь, занял там должность уставщика и в том же году постригся в монашество с именем Филарета; в 1803 году был рукоположен в иеродиакона, в 1806 году — в иеромонаха. Филарет был сделан благочинным в обители и с большим самоотвержением предавался различным иноческим подвигам: уединению, безмолвию, посту, бдению, коленопреклонению и непрестанной молитве; он любил заниматься писанием нотных книг и написал 4 полных «ирмология».
11 мая 1817 года отец Филарет был назначен строителем в Глинскую Рождества Пресвятой Богородицы пустынь, пришедшую в большой упадок во всех отношениях; как в материальном так и в духовном. Филарет взялся за исправление ситуации со всем возможным рвением: он запретил принимать в кельях женщин, в богослужении ввел устав Афонской горы и, как примерный уставщик, ввел в обители стройность и благолепие.
5 июля 1821 года Филарет Данилевский был лично представлен Государю Императору Александру I Павловичу и просил у него увеличения штата пустыни, пожалования обители 300 десятин лесу и уплаты долгов. Русский император согласился помочь.
Молва о процветании Глинской пустыни распространялась и привлекала многих жертвователей. Появились в монастыре новые здания, обновилась ризница, а иноки представляли собой школу благочестия и пример добродетели.
К трудам Филарета должны быть отнесены и 4 устава, составленные им по правилам общежития Афонской горы, для женских обителей Курской, Оренбургской и Екатеринбургской епархий, а также и — «Пространное поучение к новопостриженному монаху», напечатанное в 1824 году и разосланное по всем епархиям Русской церкви.  Игумен Филарет оставил такие аскетические наставления монашествующим как, например, «До и после пострига», «О должности духовника, служащего инокиням». Его трудами по устным преданиям была составлена «История Глинской Рождества Богородицы мужской пустыни».
Филарет Данилевский скончался 31 марта (12 апреля) 1841 года во вверенной ему обители.
8 мая 2008 года Священный Синод Украинской православной церкви Московского патриархата принял решение о канонизации 13-ти подвижников Глинской пустыни, среди которых был и Филарет (25 марта 2009 года были добавлены ещё три имени). Общую память в Соборе Глинских святых определено праздновать 22 сентября по новому стилю.
Сама обитель, после октябрьского переворота была закрыта большевиками и только после распада СССР и обретением Украиной независимости, Глинская пустынь была вновь открыта (в августе 1994 года).